# Patagiaster
Patagiaster is een geslacht van kamsterren uit de familie Astropectinidae.

## Soorten
- Patagiaster granulatus McKnight, 2006
- Patagiaster nuttingi Fisher, 1906
- Patagiaster sphaerioplax Fisher, 1913